# Strażnica KOP „Czuryłowo”

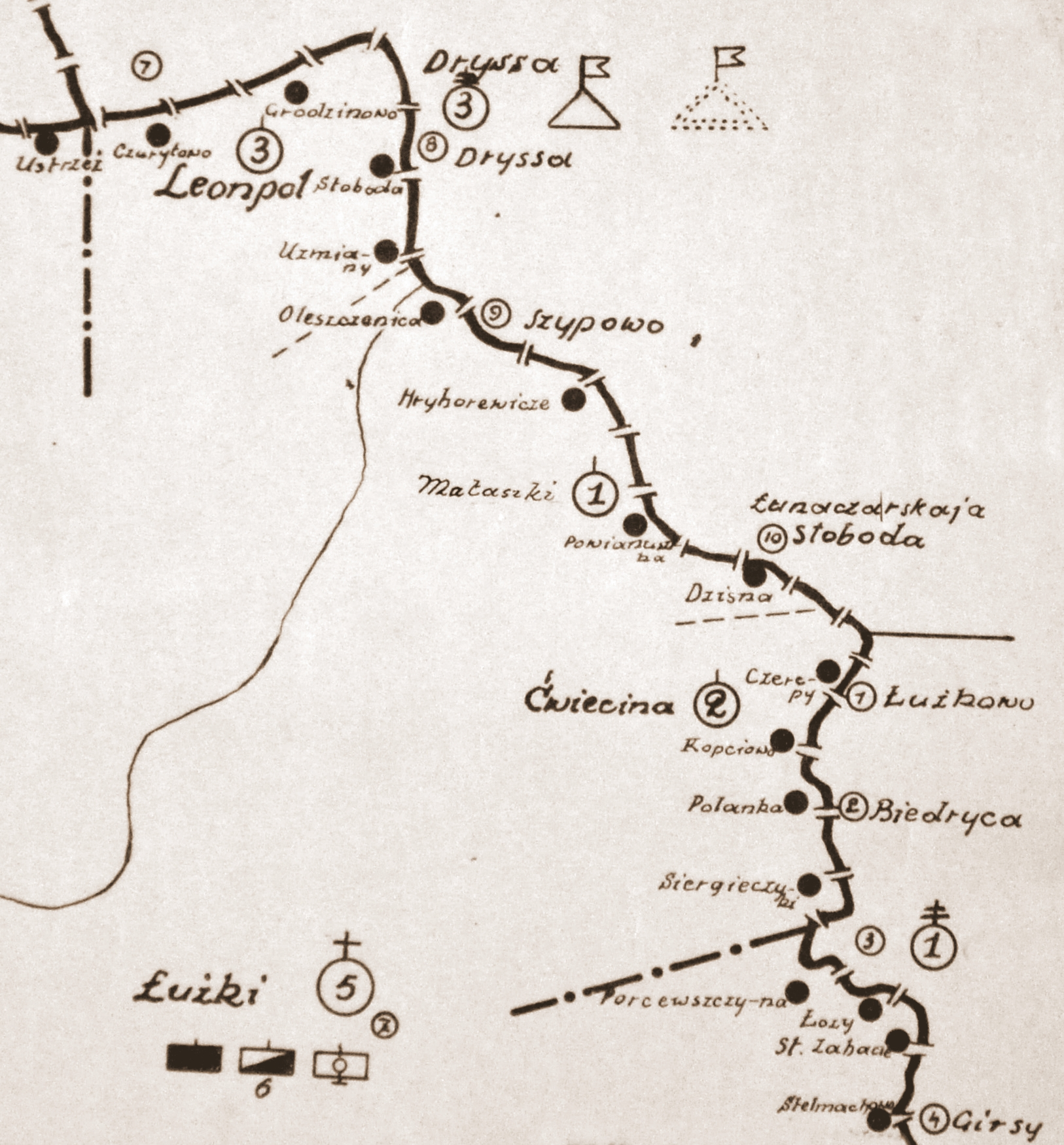
Batalion KOP „Łużki” w 1931

Strażnica KOP „Czyryłowo” – zasadnicza jednostka organizacyjna Korpusu Ochrony Pogranicza pełniąca służbę ochronną na granicy polsko-sowieckiej.

## Formowanie i zmiany organizacyjne
W 1924, w składzie 3 Brygady Ochrony Pogranicza, został sformowany 5 batalion graniczny. W 1928 w skład batalionu wchodziło 13 strażnic. Strażnica KOP „Czuryłowo” w latach 1928 – 1939 znajdowała się w strukturze 3 kompanii KOP „Leonpol”  batalionu KOP „Łużki”. Strażnica liczyła około 18 żołnierzy i rozmieszczona była przy linii granicznej z zadaniem bezpośredniej ochrony granicy państwowej.
W 1932 obsada strażnicy zakwaterowana była w budynku prywatnym. Strażnicę z macierzystą kompanią łączył trakt długości 3 km i droga polna długości 4 km.

## Służba graniczna
Podstawową jednostką taktyczną Korpusu Ochrony Pogranicza przeznaczoną do pełnienia służby ochronnej był batalion graniczny. Odcinek batalionu dzielił się na pododcinki kompanii, a te z kolei na pododcinki strażnic, które były „zasadniczymi jednostkami pełniącymi służbę ochronną”, w sile półplutonu. Służba ochronna pełniona była systemem zmiennym, polegającym na stałym patrolowaniu strefy nadgranicznej, wystawianiu posterunków alarmowych, obserwacyjnych i kontrolnych stałych, patrolowaniu i organizowaniu zasadzek w miejscach rozpoznanych jako niebezpieczne, kontrolowaniu dokumentów i zatrzymywaniu osób podejrzanych, a także utrzymywaniu ścisłej łączności między oddziałami i władzami administracyjnymi. Strażnice KOP stanowiły pierwszy rzut ugrupowania kordonowego Korpusu Ochrony Pogranicza.
Strażnica KOP „Czuryłowo” w 1932 ochraniała pododcinek granicy państwowej szerokości 8 kilometrów 100 metrów od słupa granicznego nr 0 do 8, a w 1938 pododcinek szerokości 8 kilometrów 920 metrów od słupa granicznego nr 0 do 10.
Sąsiednie strażnice:
- strażnica KOP „Ustrzeż” ⇔ strażnica KOP „Grudzinowo” – 1929[11], 1931[4]
- strażnica KOP „Stajki” ⇔ strażnica KOP „Grudzinowo” – 1932[12]
- strażnica KOP „Stajki” ⇔ strażnica KOP „Leonpol” – 1934[13], 1938[7]

## Walki w 1939
Strażnicę KOP „Czuryłowo” zaatakowało o 4:40 zgrupowanie w sile: kompania piechoty, pluton km i 50 kawalerzystów pod dowództwem kpt. Biedrinowa. Sowieci wyparli Polaków z budynku, spychając ich w stronę granicznej Dźwiny. W wyniku starcia poległo 5 żołnierzy WP, 7 dostało się do niewoli. W trakcie napadu Sowieci strat nie ponieśli, jedynie w drodze powrotnej podczas przeprawy przez rzekę na wysokości folwarku Baliny (Łotwa) utonął jeden pogranicznik.